# Meskiana
Meskiana (em árabe: مسكيانة) é uma comuna localizada na província de Oum El Bouaghi, Argélia. Segundo o censo de 2008, a população total da cidade era de 28 315 habitantes.